# Manzalvos
Manzalvos (llamada oficialmente Santa María de Manzalvos) es una parroquia y un pueblo del municipio español de La Mezquita, en la provincia de Orense, Galicia.

## Organización territorial
La parroquia está formada por una entidad de población:
- Manzalvos

## Demografía
Gráfica demográfica del pueblo y parroquia de Manzalvos según el INE español:
| Gráfica de evolución demográfica de Manzalvos entre 2000 y 2022 |
|                                                                 |
| Datos según el nomenclátor publicado por el INE.                |